# Saliva (banda)
Saliva é uma banda de rock dos Estados Unidos formada em 1996 na cidade de Memphis. É formada por Bobby Amaru (vocal), Wayne Swinny (guitarra solo), Dave Novotny (baixo), Paul Crosby (bateria) e Jonathan Montoya (guitarra rítmica) . A banda faz uso de técnicas do hard rock e grunge, bem como um pouco de nu metal em seus álbuns mais antigos.

## História
A banda foi formada em Memphis, Tennessee, em setembro de 1996. Depois de competir na National Academy of Recording Arts & Sciences Grammy Showcase, onde avançou até a rodada final na cidade de Nova York, o grupo lança de forma independente o seu autointitulado álbum de estreia, que vendeu mais de 10 mil cópias na sua região, fazendo a gravadora Island Records os contratarem. Em sua estreia na Island eles lançam Every Six Seconds em 2001 que contou com os singles "Your Disease" e "Click Click Boom", ambos os quais tiveram uma participação significativa nas rádios de rock e ajudaram a trazer a banda para a popularidade mainstream. As canções "Superstar" e "Click Click Boom" são apresentadas no filme Velozes e Furiosos.
Seguiu-se o álbum Back into Your System, em 2002, que incluía os compactos "Always" e "Rest in Pieces", co-escrito por James Michael e Nikki Sixx do Mötley Crüe. A música "Pride" foi apresentada aos fãs em um show em um pequeno bar, mas o vocalista Josey Scott foi criticado durante esta época por gritar comentários vulgares sobre a banda Dixie Chicks. A banda excursionou em 2003, abrindo shows para Kiss e Aerosmith. A banda então lança Survival of the Sickest em 17 de Agosto de 2004 atingindo a #20 colocação na Billboard 200.
Em 29 de Maio de 2005, o guitarrista Chris D'abaldo anunciou que tinha deixado a banda, alegou a saída por diferenças dentro do grupo. Então pouco depois ele voltou atrás em sua declaração e pediu desculpas, declarando no site da banda que "estamos trabalhando e estamos ansiosos para gravar um novo álbum ainda este ano". No entanto, no site a banda se desculpou mais uma vez pela confusão e confirmou que, devido a "diferenças criativas", D'abaldo está, de fato, deixando a banda, mas que o Saliva iria continuar com sua caminhada. D'abaldo acabou por iniciar a banda Smolder. Jake Stutevoss, ex-integrante da banda Future Leaders of the World, substituiu-o na programação da turnê do Saliva. Stutevoss deixou o grupo um pouco antes das sessões de gravação para Ladies and Gentlemen. Jonathan Montoya entrou em seu lugar em definitivo.
O Saliva lança um novo álbum em 23 de Janeiro de 2007 intitulado Blood Stained Love Story. O compacto, intitulado "Ladies & Gentlemen" foi lançado nas rádios e se tornou o #2 na Billboard.com e no gráfico US Mainstream Rock. Também foi incluído uma música da banda na trilha sonora de um comercial da Sony para o PlayStation 3. Também se tornou a música tema oficial da WrestleMania 23 e pode ser ouvida em seu perfil no MySpace. O segundo compacto lançado fora do álbum foi "Broken Sunday", que alcançou #8 no gráfico Mainstream Rock, e esteve freqüentemente no top 20 da Sirius Satellite Radio. O gerente de turnê do Saliva, Chris, afirmou que o novo single de Blood Stained Love Story seria "King of the Stereo".
Em uma entrevista para Rockline Radio, a banda anunciou que havia escrito uma grande quantidade de material novo, e estavam voltando para o estúdio com Bob Marlette em um futuro próximo para iniciar o seu sexto álbum.
Em uma entrevista ao WWE no dia 27 de fevereiro, Josey Scott disse: "Estamos pronto para ir ao estúdio provavelmente em meados de maio e gravar nosso próximo trabalho. Se você gosta de "Ladies and Gentlemen" e "Click Click Boom", e outras coisas mais dinâmicas, vai ser um recorde de gritaria. Vai ser 45 minutos de gritaria!" A banda excursionou com o Sevendust na Coreia do Sul, Japão e uma breve passagem pela Europa em julho 2008.
Em 30 de Abril de 2008, as rádios americanas começaram a tocar uma nova música da banda intitulada "Don't Question My Heart", com Brent Smith, do Shinedown. A canção pode ser encontrada no álbum WWE The Music, Vol. 8, da trilha sonora do programa ECW. O sexto álbum de estúdio do Saliva, intitulado Cinco Diablo, foi lançado em 16 de Dezembro de 2008. "Hunt You Down" era uma canção do álbum que foi então tornada canção-tema oficial do WWE No Way Out 2009 em fevereiro de 2009. Saliva também fez uma canção intitulada "I Walk Alone", que é uma canção-tema usada por Batista desde 2005.
A banda trabalhou em um DVD no estilo reality show de TV após a gravação de Cinco Diablo e a vida na estrada. Em uma entrevista ao MJP, Josey foi questionado se era um programa de TV ao qual Josey disse "espero que não", e afirmou que o queria mais como "um DVD para nossos fãs".
Saliva saiu em turnê com Pop Evil, Since October, Dead Season e Aranda. Eles estavam programados para participar da 13ª turnê anual do SnoCore, mas o vocalista Josey Scott passou por uma cirurgia de úlcera. Walt Lafty, do Silvertide, foi contratado para substituir Scott na turnê, mas o Saliva decidiu desistir da turnê, em vez de se apresentar com Lafty.
Em 23 de março de 2010, a banda lançou uma coletânea intitulada Moving Forward in Reverse: Greatest Hits. "Time to Shine" do referido álbum foi usado como música tema oficial do Pay-Per-View "WWE Extreme Rules" em 2010.
Começaram a gravar seu próximo álbum, intitulado Under Your Skin, com Howard Benson. A banda forneceu uma canção intitulada "Badass" para a trilha sonora de Saw 3D lançado em 26 de outubro de 2010. O primeiro single de seu novo álbum foi "Nothing"; lançado digitalmente em 1 de fevereiro de 2011. "Badass" foi lançado mais tarde como o segundo single, e alcançou a posição 26 no Mainstream Rock Tracks da Billboard.
No final de 2011, após 15 anos com a banda, Josey Scott decidiu deixar o Saliva para seguir carreira solo de música cristã.
No início de janeiro de 2012, foi anunciado que Bobby Amaru se juntou ao Saliva como o novo vocalista. De acordo com o guitarrista Wayne Swinny, "ele é um cantor, compositor e produtor de 28 anos de Jacksonville, Flórida, que tem uma GRANDE voz e não apenas trará sangue novo para a banda, mas também dará um novo toque ao som do Saliva . " Amaru foi o vocalista de sua banda solo Amaru, bem como o baterista do Burn Season.
Em 10 de fevereiro de 2012, Saliva lançou um novo single chamado "All Around the World" e confirmou um novo álbum logo após a turnê. Além de "All Around the World", a banda tem tocado outra nova música intitulada "One More Night" em sua atual turnê com 12 Stones e Royal Bliss.
Em 30 de novembro de 2012, foi anunciado que a banda havia acabado de assinar um novo contrato de gravação com a Rumbum Records e que depois de terminar sua turnê atual, a banda retornará para casa para terminar de escrever o novo álbum e começar a gravar em janeiro para uma data de lançamento em algum momento da primavera.
Em 5 de fevereiro de 2013, Saliva começou a gravar um novo álbum que mais tarde seria denominado "In It to Win It". "In It to Win It" seria o oitavo disco da banda (primeiro com a RumBum Records) com o produtor Bobby Huff e o produtor executivo Luis Bacardi. Bobby Huff co-escreveu o single "Badass" de Saliva e trabalhou com artistas como Meat Loaf, 3 Doors Down e Cavo.
Em 30 de abril de 2013, a banda lançou seu primeiro single do novo álbum, a faixa-título agressivamente enérgica "In It To Win It", que está disponível no iTunes. Em 3 de setembro de 2013, a banda lançou o álbum "In It to Win It". Em 22 de janeiro de 2014, um novo single "Rise Up" foi anunciado. Também foi revelado que "In It to Win It" era um tira gosto por tempo limitado e a banda iria lançar o novo álbum intitulado "Rise Up" com as mesmas músicas reorganizadas.
Em 16 de abril de 2016, Saliva anunciou que seu novo álbum, intitulado Love, Lies & Therapy, seria lançado em 10 de junho de 2016. Mais tarde, em maio, o grupo anunciou que apoiaria o álbum participando da turnê "Make America Rock Again" no verão de 2016 ao lado de Trapt, Saving Abel, Alien Ant Farm, Crazy Town, 12 Stones, Tantric and Drowning Pool, Fuel, Puddle Of Mudd e POD.
Em meados de 2018, o baterista Paul Crosby anunciou sua saída da banda após 18 anos. Pouco depois, o baixista Brad Stewart também partiria para se concentrar em outras turnês e projetos. Saliva então lançou seu décimo álbum de estúdio, 10 Lives, em 19 de outubro de 2018 via Megaforce Records. O álbum foi produzido pelo vocalista Bobby Amaru e Steve Perreira em Jacksonville, Flórida. Em 2019, tanto Crosby quanto Stewart confirmaram seu retorno à banda. Saliva faria uma turnê em 2019 como parte do Muddfest da banda Puddle of Mudd.
Em outubro de 2019, o ex-vocalista Josey Scott anunciou no podcast do The Morning Dump que planejava se reunir com Saliva para uma turnê e um novo álbum de estúdio. Isso foi confirmado por Swinny em uma entrevista à Rádio WRIF de Detroit, acrescentando que embora "não haja nada no papel", a reunião deve ocorrer de 2020 em 2021 para comemorar o 20º aniversário de Every Six Seconds. Além da volta de Scott, Swinny também sugeriu que o ex-guitarrista Chris D'Abaldo também pudesse participar.

## Integrantes

### Atuais
- Bobby Amaru – vocais
- Wayne Swinny – guitarra solo,backing vocals
- Brad Stewart – baixo,backing vocals
- Paul Crosby - bateria
- Chris Broderick – guitarra rítmica e co-guitarrista

### Anteriores
- Josey Scott - vocal
- Chris D'Abaldo – guitarra rítmica
- Todd Poole – bateria
- Jonathan Montoya - guitarra rítmica

## Discografia

### Álbuns
| Data de lançamento   | Título                   | Gravadora                               | Posições |
| 26 de agosto, 1997   | Saliva                   | Rocking Chair Records Red Urban Records | -        |
| 27 de março, 2001    | Every Six Seconds        | Island Records                          | 56       |
| 12 de novembro, 2002 | Back into Your System    | Island Records                          | 19       |
| 17 de agosto, 2004   | Survival of the Sickest  | Island Records                          | 20       |
| 23 de janeiro, 2007  | Blood Stained Love Story | Island Records                          | 19       |
| 16 de dezembro, 2008 | Cinco Diablo             | Island Records                          | 104      |
| 22 de março, 2011    | Under Your Skin          | Island Records                          | 86       |
| 3 de aetembro, 2013  | It In to Win It          | Rum Bum Records                         | -        |
| 29 de abril, 2014    | Rise Up                  | Rum Bum Records                         | 158      |
| 10 de junho, 2016    | Love, Lies & Therapy     | Universal Music Group                   | -        |
| 19 de outubro, 2018  | 10 Lives                 | Megaforce Records                       | -        |

### Compactos
| Ano  | Título                       | Gráfico de posições | Gráfico de posições | Gráfico de posições | Álbum                    |
| Ano  | Título                       | EUA Hot 100         | EUA Modern Rock     | EUA Mainstream Rock | Álbum                    |
| 2001 | "Click Click Boom"           | -                   | 25                  | 15                  | Every Six Seconds        |
| 2002 | "Your Disease"               | -                   | 7                   | 3                   | Every Six Seconds        |
| 2002 | "After Me"                   | -                   | -                   | 31                  | Every Six Seconds        |
| 2003 | "Always"                     | 52                  | 1                   | 2                   | Back into Your System    |
| 2003 | "Rest in Pieces"             | 93                  | 20                  | 11                  | Back into Your System    |
| 2003 | "Raise Up"                   | -                   | -                   | 29                  | Back into Your System    |
| 2004 | "Survival of the Sickest"    | -                   | 22                  | 6                   | Survival of the Sickest  |
| 2004 | "Razor's Edge"               | -                   | -                   | 17                  | Survival of the Sickest  |
| 2006 | "Ladies and Gentlemen"       | 101                 | 25                  | 2                   | Blood Stained Love Story |
| 2007 | "Broken Sunday"              | -                   | -                   | 8                   | Blood Stained Love Story |
| 2007 | "King of the Stereo"         | -                   | -                   | 24                  | Blood Stained Love Story |
| 2011 | "Nothing"                    | -                   | -                   | -                   | Under Your Skin          |
| 2011 | "Badass"                     | -                   | -                   | 26                  | Under Your Skin          |
| 2011 | "Hate Me"                    | -                   | -                   | -                   | Under Your Skin          |
| 2011 | "Never Should've Let You Go" | -                   | -                   | -                   | Under Your Skin          |
| 2012 | "All Around the World"       | -                   | -                   | -                   | Sem álbum                |
| 2013 | "In It to Win It"            | -                   | -                   | -                   | In It to Win It          |
| 2013 | "1000 Eyes"                  | -                   | -                   | -                   | In It to Win It          |
| 2013 | "Redneck Freakshow"          | -                   | -                   | 40                  | In It to Win It          |
| 2014 | "Rise Up"                    | -                   | -                   | -                   | Rise Up                  |
| 2015 | "I Don't Want It"            | -                   | -                   | -                   | Rise Up                  |
| 2016 | "Tragic Kind of Love"        | -                   | -                   | -                   | Love, Lies & Therapy     |
| 2016 | "Rx"                         | -                   | -                   | -                   | Love, Lies & Therapy     |
| 2016 | "Unshatter Me"               | -                   | -                   | -                   | Love, Lies & Therapy     |
| 2016 | "Loneliest Know"             | -                   | -                   | -                   | Love, Lies & Therapy     |
| 2017 | "Lose Yourself"              | -                   | -                   | -                   | Sem álbum                |
| 2018 | "Some Thing About Love"      | -                   | -                   | -                   | 10 Lives                 |
| 2019 | "Epidemic"                   | -                   | -                   | -                   | 10 Lives                 |

### Lados B
- "Badass" (3:05) - da trilha sonora de Saw 3D
- "800" (Nova Edição) (4:37) - da trilha sonora de Resident Evil
- "After Me" (Radio Edit) (3:44) - de After Me (compacto)
- "Always" (Acoustic) - do Y100 Sonic Sessions Volume 7
- "Bleed for Me" (3:59) - do Daredevil Soundtrack/Rest in Pieces (compacto)
- "Click Click Boom (Radio Edit)" (4:08) - A partir de Click Click Boom (compacto)
- "Fake" - From Early 2-Track Demo também participa Doperide
- "King of My World" (3:57) - de WWE Anthology, Vol. 3: Now!
- "I Walk Alone" (3:47) - de WWE Wreckless Intent
- "Message of Love" (3:48) - do Not Another Teen Movie Soundtrack
- "Spy Hunter Theme" (4:19) - de Spy Hunter
- "Spy Hunter Theme" (Instrumental) (4:19) - de Spy Hunter
- "Superstar II" (EA Mix) - de Tiger Woods PGA Tour 2003
- "Rest in Pieces" (Acoustic) (3:34) - de Rest in Pieces (compacto)
- "Turn the Tables" (4:23) - de WWF Forceable Entry
- "Time" - do Lara Croft Tomb Raider: The Cradle of Life Soundtrack
- "Your Disease" (Acoustic) (4:17) - de Your Disease (compacto)
- "Don't Question My Heart (ECW)" (3:39) de WWE The Music Volume 8

### Vídeos
- "Badass" - trilha sonora Saw 3D.
- "Your Disease" - de Back into Your System UK Edition/Your Disease (compacto)
- "Click Click Boom" - de Back into Your System UK Edition
- "Always" - de Always (compacto)
- "Rest in Pieces"
- "Spy Hunter" - do Spy Hunter Video Game
- "Survival of the Sickest"
- "Ladies and Gentlemen"
- "How Could You?"